# Najem Wali

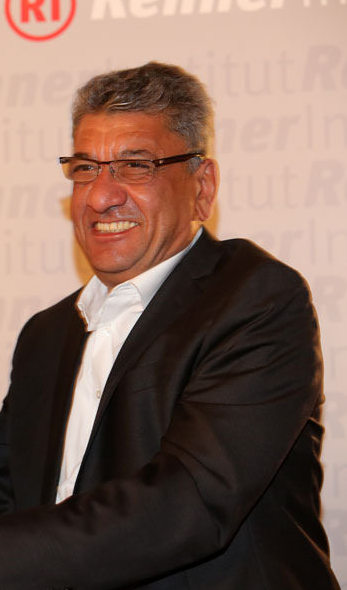
Najem Wali (2015)

Najem Wali (arabisch نجم والي, DMG Naǧm Wālī; * 20. Oktober 1956 in Basra) ist ein in Deutschland lebender irakischer Schriftsteller.

## Leben und Werk
Die Eltern von Najem Wali waren schon fünf Jahre kinderlos verheiratet und die Ehe deswegen nach islamischem Recht stark gefährdet, bevor er zur Welt kam. Er studierte zunächst deutsche Literatur an der Universität Bagdad. Nach Abschluss seines Studiums 1978 wurde Wali für anderthalb Jahre zum Militärdienst eingezogen. Am 22. September 1980, dem Ausbruch des  Irak-Iran-Krieges, wurde Walis Jahrgang erneut zum Militärdienst einberufen, woraufhin er sein Wehrheft fälschte und nach Westdeutschland desertierte. Hier studierte er Germanistik an der Universität Hamburg. Nach erfolgreichem Abschluss seines Studiums zog Najem Wali 1987 nach Madrid, um dort spanische Literatur zu studieren. 1990 kehrte nach Hamburg zurück, seit 2006 wohnt er in Berlin.
Seinen Roman Ein Ort namens Kumait – die Geschichte einer Beschneidung schrieb Najem Wali bereits im Jahr 1989. Erst 1997 erschien er in Kairo auf Arabisch, ein Jahr später auf Französisch und im Jahr 2002 auf Schwedisch. Das Buch unternimmt einen Tabubruch, indem es die Beschneidung Folter nennt. Es dauerte daher auch acht Jahre, bis sich ein arabischer Verlag fand, den Roman zu drucken.
Heute lebt Najem Wali in Berlin und ist neben seiner Tätigkeit als Autor auch als Journalist und Korrespondent für die arabische Tageszeitung Al Hayat tätig. Zudem schreibt er für verschiedene deutsche Zeitungen wie die Süddeutsche Zeitung und Die Zeit. Er ist Mitglied im PEN-Zentrum Deutschland. Im Mai 2023 wurde Najem Wali anlässlich der Mitgliederversammlung des PEN-Zentrums Deutschland zum Beauftragten des Programmes „Writers in Prison / Writers at Risk“ bestimmt. Damit ist er einer der Vizepräsidenten dieser Vereinigung.
2018 erschien sein Roman Saras Stunde, der in London und Saudi-Arabien spielt. 2021 wurde sein Buch Soad und das Militär auf der Kairoer Buchmesse auf den Index gesetzt.

## Werke
- 1985 Erzählungen in Anthologien
- 1989 Der Krieg im Vergnügungsviertel, Übers. aus dem Arabischen Jürgen Paul, Hamburg, perspol-Verlag, ISBN 3-89226-005-2
- 1990 Hier in dieser fernen Stadt, Übers. aus dem Arabischen Thomas Schade, Hamburg, Galgenberg, ISBN 3-925387-66-8
- 1997 Ein Ort Namens Kumait, in Arabisch. Kairo
- 2004 Die Reise nach Tell al-Lahm, Übers. aus dem Arabischen Imke Ahlf, München, Hanser Verlag, ISBN 3-446-20538-1
- 2008 Jussifs Gesichter. Roman aus der Mekka-Bar, Übers. aus dem Arabischen Imke Ahlf, München, Hanser Verlag, ISBN 978-3-446-23006-4
- 2009 Reise in das Herz des Feindes: Ein Iraker in Israel, Übers. aus dem Arabischen Imke Ahlf, München, Hanser Verlag, ISBN 978-3-446-23302-7
- 2011 Engel des Südens. Roman, aus dem Arabischen von Imke Ahlf-Wien, München, Hanser Verlag, ISBN 978-3-446-23643-1
- 2014 Bagdad Marlboro. Roman, aus dem Arabischen von Hartmut Fähndrich, München, Hanser Verlag, ISBN 978-3-446-24485-6
- 2015 Bagdad. Erinnerungen an eine Weltstadt. Roman, aus dem Arabischen von Hartmut Fähndrich, München, Hanser Verlag, ISBN 978-3-446-24922-6
- 2016 Im Kopf des Terrors. Aus dem Arabischen von Markus Lemke, Salzburg, Residenz Verlag, ISBN 978-3-7017-3402-3
- 2017 Die Balkanroute: Fluch und Segen der Jahrtausende, aus dem Arabischen von Markus Lemke, Matthes & Seitz Berlin, ISBN 978-3-95757-451-0
- 2018 Saras Stunde, aus dem Arabischen von Markus Lemke, München, Hanser Verlag, ISBN 978-3-446-25826-6
- 2018 Abraham trifft Ibrahîm. Streifzüge durch Bibel und Koran, zusammen mit Sibylle Lewitscharoff, aus dem Arabischen von Christine Battermann, Berlin, Suhrkamp Verlag, ISBN 978-3-518-42791-0
- 2021 Soad und das Militär, aus dem Arabischen von Christine Battermann, Berlin, Secession Verlag, ISBN 978-3-423-14582-4
- 2024 Stadt der Klingen. Berlin, Secession Verlag, ISBN 978-3-96639-090-3
- 2025 25 JAHRE WRITERS-IN-EXILE - GEFÄHRDETE STIMMEN EINER WELT IN GEFAHR , herausgegeben von Najem Wali, Berlin, Secession Verlag, ISBN 978-3-966-39092-7

## Veröffentlichungen
- 2015 Najem Wali über die Exzesse des IS im Nordirak: Kulturvernichtung als Programm NZZ 18. März 2015.
- 2008 Wars in distant lands, Erzählung. Harper’s Magazine Febr. 2008, Seite 75–80,
- 1999 Waltzing Matilda[5], Writing the World on Globalization, Erzählung

## Auszeichnungen
- 2014 Bruno-Kreisky-Preis für das politische Buch (Bagdad Marlboro)[6]
- 2015 Artist in Residence in der Villa Sträuli in Winterthur
- 2016/17 Stadtschreiber von Graz
- 2019 Aufenthaltsstipendium der Künstlerresidenz Chretzeturm, Stein am Rhein[7]

## Forschungsliteratur
- Sigrid Löffler: Der Irak – Geschichte eines Scheiterns, in: Die neue Weltliteratur und ihre großen Erzähler, C.H.Beck, München 2014, ISBN 978-3-406-65351-3, S. 183–212 (zusammen mit Studien zu Sherko Fatah, Pius Alibek, Sinan Antoon und Abbas Khider).